# Isotiazolinone
L'isotiazolinone è un composto chimico eterociclico.
Il gruppo tiazolo con chetone o lattame con l'atomo di zolfo nell'anello insaturo è comune ad una classe di derivati chiamati isotiazolinoni ampiamente utilizzati per la loro azione antimicrobica.
La concentrazione minima inibitoria tipica degli isotiazolinoni è dell'ordine di pochi ppm. (3-50).
Sono attivi su una ampia gamma di gram-positivi, gram-negativi  ed alcuni anche su lieviti, muffe ed alghe.

## Principali isotiazolinoni
I più diffusi tiazolinoni sono stati utilizzati nella cosmesi per stabilizzare microbiologicamente creme, shampoo, bagni schiuma, privilegiando sistemi acquosi vista la buona solubilità in acqua.
La miscela di ingredienti cosmetici methylchloroisothiazolinone, in breve MCI o MCIT,  e methylisothiazolinone, in breve MI o MIT, nel rapporto ( 75%:25% ) è molto conosciuta con il nome commerciale KATHON CG ( CG sta per cosmetic grade).
Altri isotiazolinoni non utilizzati nella cosmesi sono:
- Benzisotiazolinone (BIT)
- Ottilisotiazolinone (OIT, OI)
- Dicloroottilisotiazolinone (DCOIT, DCOI)
- Butilbenzisotiazolinone (BBIT)

## Effetti sulla salute
La classe degli  isotiazolinoni è sotto osservazione per il potenziale allergenico. La grande diffusione oltre che nei cosmetici, nelle vernici, negli adesivi, nel trattamento acque, nei tessuti, nella produzione della carta ha fatto emergere sia vere e proprie epidemie di dermatiti allergiche da contatto sia rischi nella esposizione professionale.
Alcune ricerche hanno inoltre evidenziato la potenziale neurotossicità di alcuni isotiazolinoni.